# Planet X (album)
Planet X è l'album d'esordio del tastierista statunitense Derek Sherinian, pubblicato il 13 luglio 1999 dalla Inside Out Music, pochi mesi dopo l'uscita del musicista dai Dream Theater. I tre musicisti che prendono parte all'album (Garsed, Franklin e Donati), faranno parte negli anni successivi di un nuovo supergruppo fondato dallo stesso Sherinian, chiamato proprio Planet X.

## Tracce
1. Atlantis: Part 1. "Apocalypse 1470 B.C." – 6:59
2. Atlantis: Part 2. "Sea of Antiquity" – 4:18
3. Atlantis: Part 3. "Lost Island" – 5:38
4. Crab Nebulae – 4:07
5. Box – 5:05
6. Money Shot – 4:26
7. Day in the Sun – 4:58
8. State of Delirium – 2:48
9. Space Martini – 3:47
10. Brunei Babylon – 5:39

## Formazione
- Derek Sherinian – tastiera
- Brett Garsed – chitarra
- Tony Franklin – basso
- Virgil Donati – batteria